# 1973 Голяма награда на Аржентина
1973 Голяма награда на Аржентина е 9-о за Голямата награда на Аржентина и първи кръг от сезон 1973 във Формула 1, провежда се на 23 януари 1973 година на пистата Оскар Галвес в Буенос Айрес, Аржентина.

## Репортаж
Голяма въпросителна се състоя около ГП на Аржентина и относно дали да се проведе. Това стана след като конструкторите и организаторите спореха за наградните фондове, което накрая се стигна до компромис между двете страни, но местните организатори обявиха че ще приемат само няколко състезатели за уикенда.
Аржентинската автомобилна федерация покани Лотус, Тирел, Ферари, Макларън, Брабам, Съртис, Марч и Уилямс за участие с два болида, след което прие БРМ да участват с три. Единствените липсващи са Шадоу и Текно.

### Квалификация
За втора поредна година ГП на Аржентина поднесе сензация в квалификациите, благодарение на БРМ и Клей Регацони. Швейцарецът постигна време от 1:10.54, за да стартира от пол-позиция, а и с това постига първи такъв след 1971 Голяма награда на Австрия. Емерсон Фитипалди с Лотус се нареди втори на три десети зад времето на новия пилот на БРМ, пред Джаки Икс и Джеки Стюарт. Новият съотборник на Фитипалди, Рони Петерсон се класира пети (въпреки проблемите по скоростната кутия в петък) пред Франсоа Север, Жан-Пиер Белтоаз, Дени Хълм, Карлос Ройтеман (недоволен от настройките по своя Брабам BT37) и Майк Хейлууд. В своя втори дебют във Формула 1, Жан-Пиер Жарие с Марч стартира 17-и.

### Състезание
Около 100 хиляди зрители посетиха трасето в Буенос Айрес в изключително горещи условия. Голям облак от прах се образува на старта като Север от шесто място поведе колоната пред Регацони. Неговото лидерство е за кратко, след като швейцареца успя да си върне позицията си в края на първата обиколка, а зад тях Е. Фитипалди е трети пред Петерсон, Белтоаз, Икс, Хълм, Стюарт, Ройтеман, Питър Ревсън, Уилсън Фитипалди, Ники Лауда, Карлос Паче, Артуро Мерцарио и Жарие. Хейлууд има проблеми на старта след завъртане, докато Майк Бютлър влезе в бокса с проблем с газта, а Уилямс имат изцяло ужасен уикенд. Нани Гали стана първия отпаднал след повреда в двигателя, а съотборника му Хоудън Гънли е близо да го последва след като получи проблем в газта, поради влизането на боклуци вътре в болида и загуби три обиколки докато накрая стигне до бокса.
Междувременно Регацони увеличи преднината си пред Север до три секунди след четири обиколки, но позициите след тях остават без промяна разлика от Стюарт, който изпревари Хълм. Малко по-късно шотландеца изпревари Икс и Белтоаз, докато двата Съртис-а на Паче и Хейлууд отпадат по едно и също време, като последния е с повреда по полуоската, а Паче информира своя отбор, че болида е неуправляем.
В 15-а обиколка Север и двата Лотус-ите на Е. Фитипалди и Петерсон настигат БРМ на Регацони, докато зад Стюарт се образува група от Икс, Ревсън, Хълм, Ройтеман, У. Фитипалди, Мерцарио и Лауда. Карлос напусна състезанието, след като губи всичките предавки по скоростната кутия. В 29-а обиколка гумите на Регацони започват да се износват, и той дава път на Север да поведе за втори път, пропадайки до пета позиция. И докато лидерите затварят пилотите с обиколка, Стюарт по хитър начин премина пред двата Лотус-а като Петерсон скоро загуби контакт с останалите. Проблемът с гумите скоро повлия и а останалите пилоти на БРМ, докато същия проблем сполетя и Стюарт, който реши да остане зад Север и да изнервя Емерсон, а Петерсон напусна с влошено налягане в маслото.
След като гумите на неговия БРМ се износили тотално, Регацони най-после спря в бокса за нови гуми, връщайки се 12-и на повече от обиколка изоставане, следван от Белтоаз. Лауда няма никаква възможност да стори това, преди проблем в неговото налягане на принуди напускането на австриеца. Въпреки отпадането на Ройтеман, местните зрители скандират с овации останалите южно-американски пилоти в състезанието, като Фитипалди най-после изпревари Стюарт в 76-а обиколка, след което започна да яде от преднината на Север.
Отне пет обиколки на Емерсон да настигне и да изпревари Тирел-а, след което отвори разлика, преди да направи грешка, която принуди Франсоа да се доближи до Лотус-а, но без никакъв резултат. През това време Белтоаз (чийто двигател го предаде) и Жарие (с повреден радиатор, след като се движи в края на колоната) са аут от състезанието в заключителната фаза от състезанието.
Е. Фитипалди започна защитата си за титлата със стил, постигайки седмата си победа в своята кариера. Въпреки трудностите Север и Стюарт завършват втори и трети, пред Икс който е почти без гориво във финалната обиколка. Петата позиция е притежание на Ревсън, преди двигателя да му откаже, свличайки се до осмо място, след като спря в бокса за разглеждане на проблема. Това място стана притежание на съотборника му Хълм, а У. Фитипалди записа първата си точка (като това прави за първи път двама братя да са в точките). С новите си гуми Регацони успя да си пробие напред, за да финишира седми пред Ревсън и Мерцарио, а последния финиширал е Бютлър, чийто болид остана без гориво и британеца е принуден да избута болида си до боксовете, преди да осъзнае че има повреда по окачването. Гънли се движеше в състезанието, но със 17 обиколки назад и е не класиран.

## Класиране

### Състезание
| Поз | No | Пилот             | Конструктор      | Обиколки | Време/Отпадане | Място | Точки |
| --- | -- | ----------------- | ---------------- | -------- | -------------- | ----- | ----- |
| 1   | 2  | Емерсон Фитипалди | Лотус-Форд       | 96       | 1:56:18.22     | 2     | 9     |
| 2   | 8  | Франсоа Север     | Тирел-Форд       | 96       | + 4.69         | 6     | 6     |
| 3   | 6  | Джеки Стюърт      | Тирел-Форд       | 96       | + 33.19        | 4     | 4     |
| 4   | 18 | Джеки Икс         | Ферари           | 96       | + 42.57        | 3     | 3     |
| 5   | 14 | Дени Хълм         | Макларън-Форд    | 95       | + 1 Об.        | 8     | 2     |
| 6   | 12 | Уилсън Фитипалди  | Брабам-Форд      | 95       | + 1 Об.        | 13    | 1     |
| 7   | 32 | Клей Регацони     | БРМ              | 93       | + 3 Об.        | 1     |       |
| 8   | 16 | Питър Ревсън      | Макларън-Форд    | 92       | + 4 Об.        | 11    |       |
| 9   | 20 | Артуро Мерцарио   | Ферари           | 92       | + 4 Об.        | 14    |       |
| 10  | 22 | Майк Бютлър       | Марч-Форд        | 90       | Окачване       | 18    |       |
| Отп | 24 | Жан-Пиер Жарие    | Марч-Форд        | 84       | Радиатор       | 17    |       |
| Отп | 30 | Жан-Пиер Белтоаз  | БРМ              | 79       | Двигател       | 7     |       |
| НКл | 38 | Хоудън Гънли      | Исо Малборо-Форд | 79       | Не е класиран  | 19    |       |
| Отп | 4  | Рони Петерсон     | Лотус-Форд       | 67       | Без гориво     | 5     |       |
| Отп | 34 | Ники Лауда        | БРМ              | 66       | Без гориво     | 13    |       |
| Отп | 10 | Карлос Ройтеман   | Брабам-Форд      | 16       | Ск.кутия       | 9     |       |
| Отп | 26 | Майк Хейлууд      | Съртис-Форд      | 10       | Полуоска       | 10    |       |
| Отп | 28 | Карлос Паче       | Съртис-Форд      | 10       | Окачване       | 15    |       |
| Отп | 36 | Нани Гали         | Исо Малборо-Форд | 0        | Двигател       | 16    |       |

## Класиране след състезанието
| Поз | Пилот             | Точки |
| --- | ----------------- | ----- |
| 1   | Емерсон Фитипалди | 9     |
| 2   | Франсоа Север     | 6     |
| 3   | Джеки Стюарт      | 4     |
| 4   | Джеки Икс         | 3     |
| 5   | Денис Хълм        | 2     |
| 6   | Уилсън Фитипалди  | 1     |

| Поз | Конструктор   | Точки |
| --- | ------------- | ----- |
| 1   | Лотус-Форд    | 9     |
| 2   | Тирел-Форд    | 6     |
| 3   | Ферари        | 3     |
| 4   | Макларън-Форд | 2     |
| 5   | Брабам-Форд   | 1     |